# يارا فان كركوف
يارا فان كركوف (بالهولندية: Yara van Kerkhof)‏ هي متزلجة على مسار قصير هولندية، ولدت في 31 مايو 1990 في زوترمير في هولندا.

## وصلات خارجية
- الموقع الرسمي
- يارا فان كركوف على موقع SpeedSkatingBase.eu (الإنجليزية)
- يارا فان كركوف على موقع SpeedSkatingNews.info (الإنجليزية)
- يارا فان كركوف على موقع ShortTrackOnLine.info (الإنجليزية)
- يارا فان كركوف على موقع اللجنة الأولمبية الدولية (الإنجليزية)
- يارا فان كركوف على موقع أوليمبيديا (الإنجليزية)
- يارا فان كركوف على موقع تيم أن.أل (الهولندية)